# Вибори до Верховної Ради Автономної Республіки Крим 2010
Вибори до Верховної ради Автономної республіки Крим 2010 — вибори до Верховної ради АРК, що відбулись 31 жовтня 2010 року. Останні вибори до ВР АРК, що відбулися до окупації та анексії автономії Росією у лютому-березні 2014. На виборах абсолютну більшість мандатів (80 зі ста) здобула партія регіонів. Також до ВР АР Крим пройшли представники комуністів, Руху-Курултаю, Союзу, "Російської єдності" та Сильної України. 

## Результати виборів

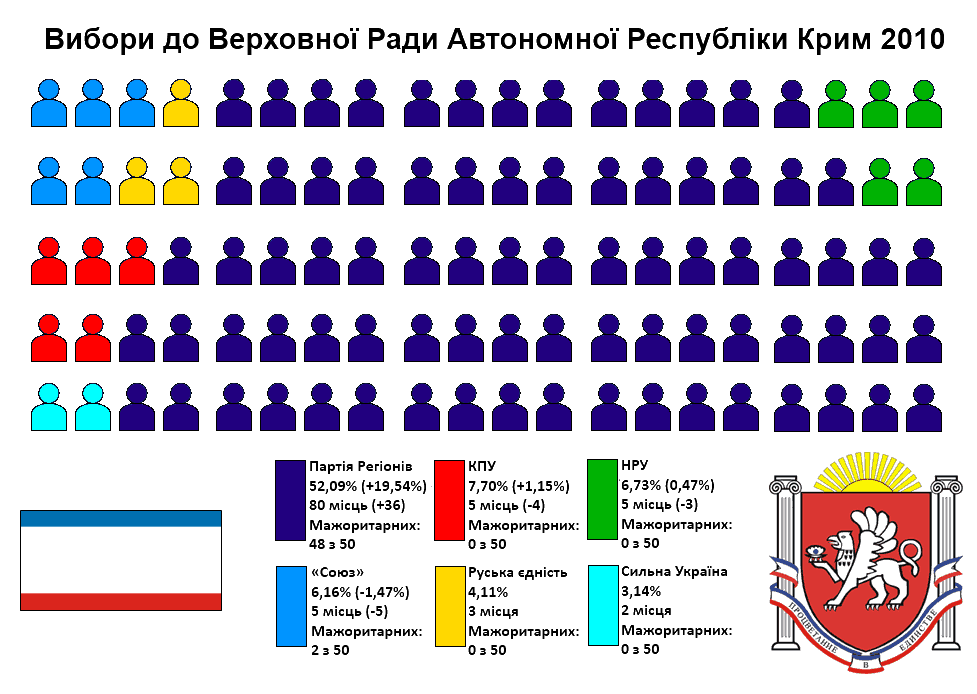
Розподіл місць

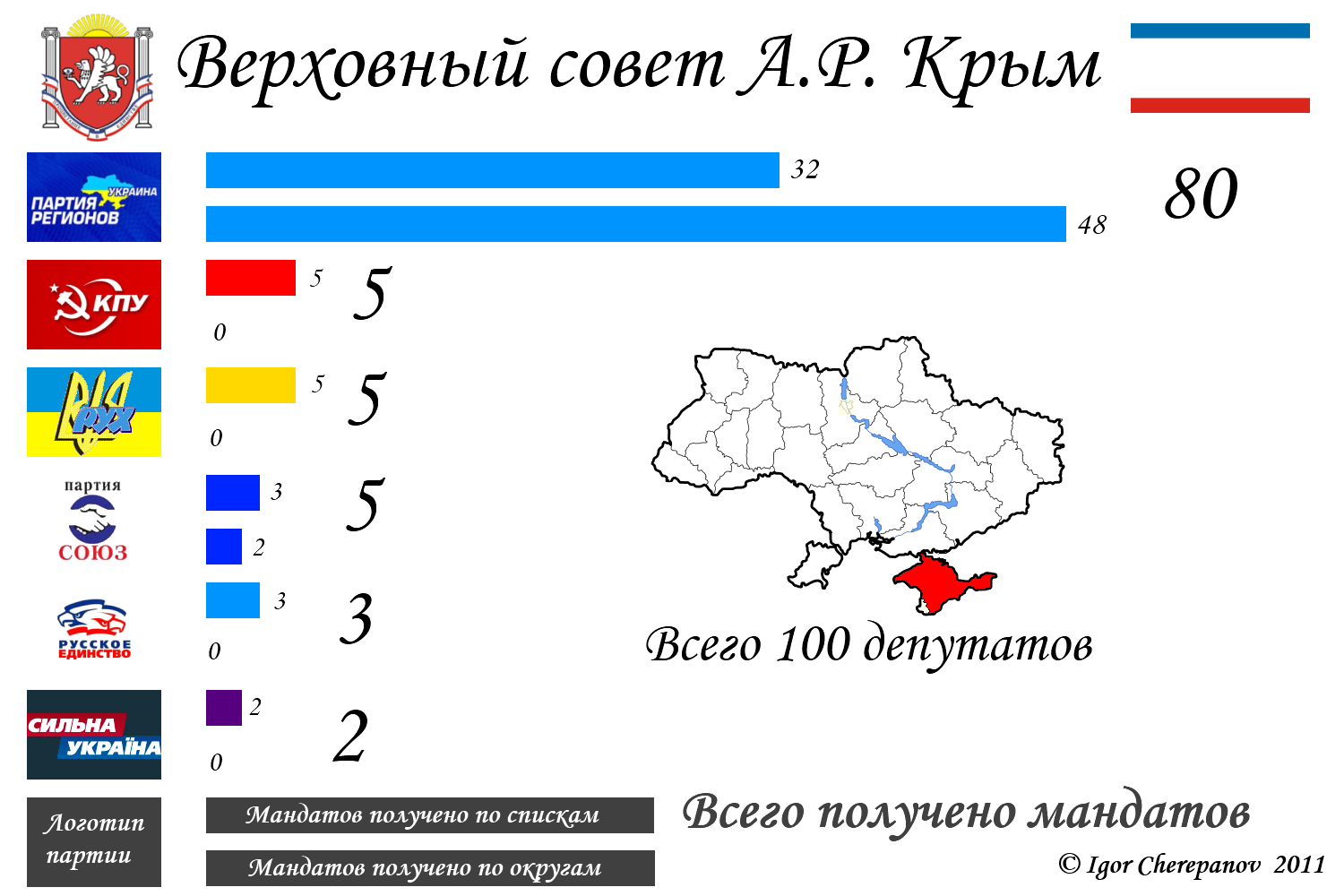
Результати виборів до Верховної Ради А.Р. Крим

### Голосування за списки партій
| № | Партія/блок        | За     | Частка | Зміна щодо попередніх виборів | Місць |
| - | ------------------ | ------ | ------ | ----------------------------- | ----- |
| 1 | Партія Регіонів    | 357030 | 48,93% | +19,54%                       | 32    |
| 2 | КПУ                | 54172  | 7,42%  | +1,15%                        | 5     |
| 3 | НРУ                | 51253  | 7,02%  | +0,47%                        | 5     |
| 4 | Союз               | 38514  | 5,28%  | -1,47%                        | 3     |
| 5 | Руська єдність     | 29343  | 4,02%  | —                             | 3     |
| 6 | Сильна Україна     | 26515  | 3,63%  | —                             | 2     |
|   | Батьківщина        | 19589  | 2,68%  | -3,62                         | 0     |
|   | ПСПУ               | 12614  | 1,73%  | —                             | 0     |
|   | Партія пенсіонерів | 11133  | 1,53%  | —                             | 0     |
|   | Фронт Змін         | 8281   | 1,13%  | —                             | 0     |
|   | Народна партія     | 4563   | 0,63%  | —                             | 0     |
|   | Свобода            | 1361   | 0,19%  | —                             | 0     |
|   | КУН                | 702    | 0,10%  | —                             | 0     |
|   | Проти всіх         | 57552  | 7,89%  | —                             | —     |
|   | Недійсні бюлетені  | 21794  |        | -1,43%                        | —     |
|   | В цілому           |        | 100%   | —                             | 50    |

### Одномандатні округи
| № | Партія          | Здобуто місць |
| - | --------------- | ------------- |
| 1 | Партія Регіонів | 48            |
| 2 | Союз            | 2             |

### Загальні підсумки здобутих партіями місць
| № | Партія          | Здобуто місць |
| - | --------------- | ------------- |
| 1 | Партія регіонів | 80            |
| 2 | КПУ             | 5             |
| 3 | НРУ             | 5             |
| 4 | Союз            | 5             |
| 5 | Руська Єдність  | 3             |
| 6 | Сильна Україна  | 2             |

## Зовнішні посилання
- Офіційна сторінка Верховної ради АРК [Архівовано 23 квітня 2017 у Wayback Machine.]
- Виборча комісія АР Крим
- https://web.archive.org/web/20140322134741/http://arhivi.info/cgi-bin/arc/select.cgi?db=news&type=by_id&q=3811&start=0